# Zachary L'Heureux
Zachary L'Heureux (né le 15 mai 2003 à Montréal, dans la province de Québec au Canada) est un joueur canadien de hockey sur glace.

## Biographie
L'Heureux grandit à Mercier, dans la Rive-Sud de Montréal, au Québec . Il fait ses débuts dès 2007 au sein des Braves de Mercier. En 2015, il commence à fréquenter l'École secondaire Louis-Philippe-Paré, où il se joint aux Grenadiers du Lac Saint-Louis, puis aux Grenadiers de Châteauguay, équipe de niveau Midget AAA.
En 2019, il participe aux jeux d'hiver du Canada, au sein de l'équipe québécoise. Il rejoint ensuite la Ligue de hockey junior majeur du Québec, d'abord au sein des Wildcats de Moncton pendant la saison 2019-2020 puis des Mooseheads d'Halifax.
Au cours du repêchage d'entrée dans la LNH 2021, L'Heureux est sélectionné à la 27e position comme espoir par les Predators de Nashville,.

## Carrière en LNH
Le 21 octobre 2024, il est rappelé par les Predators de Nashville. Le 17 novembre 2024, dans un match face aux Canucks de Vancouver, L'Heureux inscrit le premier but de sa carrière en LNH.

## Statistiques

### En club
| Saison    | Équipe                 | Ligue |    | Saison régulière | Saison régulière | Saison régulière | Saison régulière | Saison régulière |    | Séries éliminatoires | Séries éliminatoires | Séries éliminatoires | Séries éliminatoires | Séries éliminatoires |
| Saison    | Équipe                 | Ligue | PJ | B                | A                | Pts              | Pun              | PJ               | B  | A                    | Pts                  | Pun                  |                      |                      |
| 2019-2020 | Wildcats de Moncton    | LHJMQ | 55 | 20               | 33               | 53               | 70               | -                | -  | -                    | -                    | -                    |                      |                      |
| 2020-2021 | Mooseheads d'Halifax   | LHJMQ | 33 | 19               | 20               | 39               | 47               | -                | -  | -                    | -                    | -                    |                      |                      |
| 2021-2022 | Mooseheads d'Halifax   | LHJMQ | 46 | 22               | 34               | 56               | 64               | -                | -  | -                    | -                    | -                    |                      |                      |
| 2022-2023 | Mooseheads d'Halifax   | LHJMQ | 33 | 21               | 21               | 42               | 34               | 20               | 11 | 15                   | 26                   | 43                   |                      |                      |
| 2023-2024 | Admirals de Milwaukee  | LAH   | 66 | 19               | 29               | 48               | 197              | 15               | 10 | 5                    | 15                   | 62                   |                      |                      |
| 2024-2025 | Admirals de Milwaukee  | LAH   | 4  | 3                | 2                | 5                | 4                | -                | -  | -                    | -                    | -                    |                      |                      |
| 2024-2025 | Predators de Nashville | LNH   | 62 | 5                | 10               | 15               | 63               | -                | -  | -                    | -                    | -                    |                      |                      |